# Provincia di Recuay
La provincia di Recuay è una provincia del Perù, situata nella regione di Ancash.

## Geografia antropica

### Suddivisioni amministrative
È divisa in 10 distretti:
- Recuay
- Catac
- Cotaparaco
- Huayllapampa
- Llacllín
- Marca
- Pampas Chico
- Pararín
- Tapacocha
- Ticapampa